# Тёмный кулик-сорока
Тёмный кулик-сорока (лат. Haematopus ater) — вид птиц семейства кулики-сороки (Haematopodidae).
Вид распространён в Южной Америке вдоль морского побережья Аргентины, Чили и Перу, на Фолклендских островах и Огненной Земле. Наблюдался залёт птиц в Уругвай.
Тело длиной 43—45 см, длина крыла 26—28 см, масса 585—700 г. Спина, крылья и хвост тёмно-коричневые, оперение остального тела чёрной окраски. Клюв длинный и прочный, оранжево-красного цвета и более светлый у кончика клюва. Ноги бледно-розовые, окологлазное кольцо оранжево-красное, радужная оболочка ярко-оранжево-жёлтая.

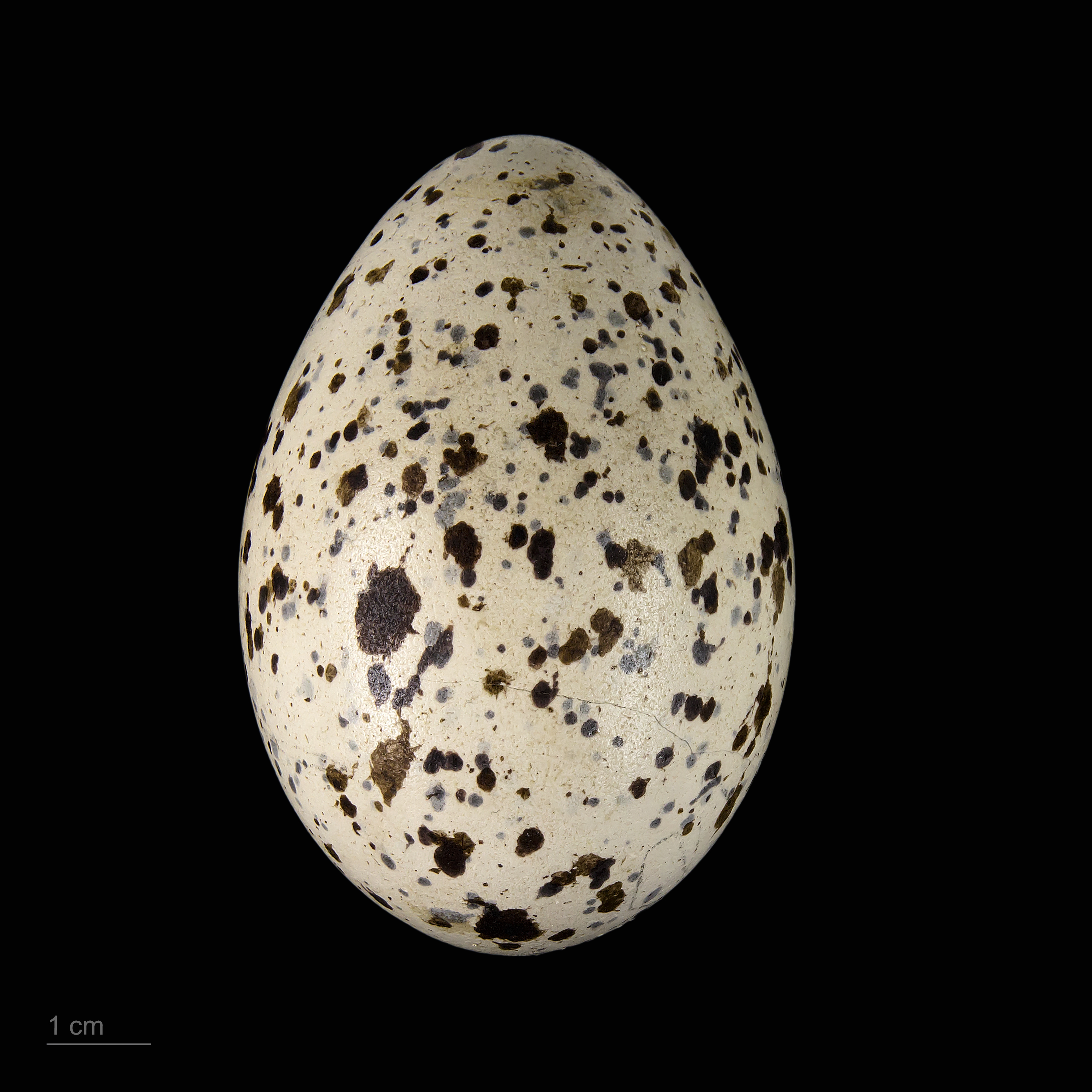
яйцо Haematopus ater — Тулузский музей

Птица обитает вдоль морского побережья. Питается моллюсками. Сезон размножения начинается в конце октября. Гнездо представляет собой углубление на песке или между скалами и часто находится вблизи приливной зоны. В кладке одного—два яйца. Яйца серовато-коричневые, иногда зеленовато-белые или розовато-белые, с жёлто-коричневыми, фиолетово-коричневыми, тускло-чёрными и тёмно-коричневыми пятнами и прожилками.